# The Last of Us: Escape the Dark
The Last of Us: Escape the Dark é um  RPG de mesa publicado pela Themeborne. Ele é baseado no jogo eletrônico The Last of Us da Naughty Dog. O jogo de tabuleiro foi desenvolvido em parceria com a Naughty Dog como uma expansão dos jogos Escape the Dark da Themeborne. O jogo permite que até cinco jogadores controlem personagens de The Last of Us. O objetivo é alcançar a segurança dos inimigos enquanto explora os locais do jogo. A Themeborne anunciou o jogo em novembro de 2022; e foi financiado por meio de uma campanha do Kickstarter e está previsto para lançamento em dezembro de 2023.

## Jogabilidade
The Last of Us: Escape the Dark é baseado no jogo eletrônico The Last of Us, permitindo que até cinco jogadores controlem personagens do jogo: Joel, Ellie, Tommy, Tess, Bill e Marlene. O objetivo é ficar seguro de inimigos como Caçadores e Infectados. O jogo começa em uma zona de quarentena; os jogadores exploram locais do jogo — incluindo esgotos, subúrbios e uma universidade — na tentativa de chegar à comunidade segura de Tommy em Jackson, Wyoming, em doze dias. Cada jogador começa com uma desvantagem — um problema único que os impede de atingir todo o seu potencial — e viajam para superá-lo e desbloquear uma vantagem de jogo; a sobrevivência concede recompensas, como materiais para fabricar equipamentos. Representados por suas cartas de personagem, cada personagem possui diferentes habilidades, como a força física de Joel e a agilidade de Ellie. Ao realizar ações que exigem resistência, os jogadores rolam um dado específico do personagem para determinar seu sucesso.
Os dados e cartas são usados para simular um mundo aberto. No início de cada partida, os jogadores geram baralhos de cartas para cada local, que são colocados no tabuleiro; cada local está conectado a vários outros, o que permite aos jogadores selecionar novas rotas a cada jogada. Os baralhos de localização consistem em cartas que representam capítulos, acampamentos e itens escondidos. As cartas de capítulo apresentam eventos diferentes, que podem levar à aquisição de novas informações, equipamentos ou itens para uso dos jogadores; alternativamente, eles podem apresentar resultados que atrapalham a jornada. Os jogadores podem viajar a cavalo ou caminhão para acessar locais a uma distância maior. Ao chegar até uma localidade, os jogadores podem optar por explorar através do cartão de capítulo ou acampamento. Após os jogadores concluírem suas ações do dia, o tempo passa e eles devem decidir suas ações para o dia seguinte.
Os tokens de ameaça indicam até que ponto cada local é invadido por Infectados; se um local for muito invadido, ele ficará bloqueado e os jogadores serão forçados a contorná-lo. As cartas de propagação indicam onde os Infectados podem aparecer; a ameaça de sua presença aumenta a cada dia. Ao encontrar um Infectado, os jogadores entram em combate. A dificuldade dos encontros de combate é determinada pelo nível de ameaça da carta inimiga; os jogadores devem atingir um certo número de vitórias para serem bem-sucedidos, e suas chances de sucesso aumentam com o uso de equipamentos e armas. Os jogadores utilizam uma combinação de cartas de itens e dados para combater os inimigos; eles podem selecionar diferentes estratégias de ataque e defesa, incluindo furtividade ou combate pesado.

## Desenvolvimento
The Last of Us: Escape the Dark foi anunciado no dia 1º de novembro de 2022, como uma parceria entre a empresa de jogos Themeborne e a desenvolvedora de The Last of Us, Naughty Dog. Neil Druckmann, co-presidente da Naughty Dog, co-diretor e escritor dos jogos da franquia The Last of Us, declarou ser fã dos jogos Escape the Dark da Themeborne. Os desenvolvedores estavam interessados no mundo aberto e nos aspectos de escolha do jogadores.  Eles queriam manter a atmosfera dos jogos Escape the Dark anteriores e acharam que o cenário pós-apocalíptico era uma combinação adequada. O jogo mantém a estética monocromática dos jogos Escape the Dark da Themeborne. Thomas Pike, da Themeborne, é o roteirista do jogo, bem como designer de jogos ao lado do artista Alex Crispin.
O jogo foi financiado por meio de uma campanha no Kickstarter, que durou de 8 de novembro até 2 de dezembro; ainda no primeiro dia a meta de £120 000 foi triplicada, com mais de 4 000 apoiadores. Uma edição de colecionador estava disponível para os apoiadores do Kickstarter, apresentando tokens tridimensionais dos personagens jogáveis. O jogo está previsto para lançamento em dezembro de 2023.